# Smith & Wesson Model 13
Smith & Wesson (S&W) Model 13 (также Military & Police Magnum) — револьвер калибра .357 Magnum, производящийся компанией Smith & Wesson с 1973 года по сегодняшний день.
Основа конструкции — стандартная рама S&W типа «K» (K-frame) от Model 10, (также известного как Military & Police) с УСМ двойного действия и 6-зарядным барабаном.
Выпускалась револьверы со стволами длиной 3 и 4 дюйма, и с округлой либо плоской нижней частью рукояти.

## Модификации
- Model 13 (также Air Crewman Model 13) (1974 — наше время). Ствол длиной 4 дюйма, воронёные детали
- Model 65 (1972—2004). Рама из нержавеющей стали с матовым покрытием.
- Model 65 LS (Ladysmith). Аналогична обычной 65-й, длина ствола 3 или 4 дюйма

За годы выпуска 13-я модель претерпела небольшие изменения. Получившиеся её варианты неофициально известны как 1-е, 2-е и 3-е поколение.
- 1 (1974) — базовая модель
- 2 (1977) — обтюрационное кольцо цилиндрической формы;
- 3 (1982) — не производится цековка барабана.

Существующая Model 19 представляет собой ту же 13-ю модель, но с регулируемыми прицельными приспособлениями и кожухом стержня экстрактора.

## Применение
Обе модели широко использовались службами правопорядка США. Так, например «13-я модель» поступила на вооружение полиции штата Нью-Йорк взамен ранее принятой 10-й модели калибра .38 Special. «Модель 65» поставлялась дорожному патрулю Оклахомы.
В ФБР незадолго до перехода на самозарядные пистолеты применялся тот же револьвер с тяжёлым трёхдюймовым стволом и округлой нижней частью рукояти.
За пределами США, известно использование «13-й модели» гонконгской Независимой комиссией по борьбе с коррупцией (ICAC), где она, также сменив «10-ю модель» и Colt Detective Special, оставалась на вооружении вплоть до перехода в конце 2005 года на пистолеты Glock.